# Eugenia Bonetti
Eugenia Bonetti   (Bubbiano, 1939) és una monja italiana que treballa per rescatar noies de ser traficades al seu país i ajuda les dones a deixar la indústria de la prostitució..

## Biografia
És una Germana Missionera Consolata, un Mestre Conciliar, i un membre de la Union of Major Superiors, dirigint la feina de l'organització contra el tràfic de persones. En aquest càrrec, coordina unes 250 monges en tot el món que treballen per ajudar dones i noies joves a sortir de la prostitució. Apareix en el documental No la meva Vida, en què parla sobre la seva feina a Itàlia. L'any 2005, va participar en una conferència patrocinada per la Santa Seu per explorar com l'Església Catòlica pot proporcionar una millor cura pastoral per a les dones forçades a la prostitució. Va ser inclosa en la llista Top Ten People 2007, publicada per Dins del Vaticà. Va guanyar el Premi Internacional Dona Coratge l'any 2007 i Premi Ciutadà Europeu l'any 2013.

## Reconeixements
El desembre de 2024, la BBC va incloure-la en la seva llista 100 Women, que reconeix a les dones més inspiradores i influents de l'any a nivell mundial.